# 영남에너지서비스
영남에너지서비스 주식회사는 대한민국의 도시가스 공급 기업으로, 본사는 경상북도 포항시 북구 소티재로 208 (창포동)에 있다.

## 역사
영남에너지서비스는 1986년 3월에 구미도시가스라는 법인으로 설립되었으며, 포항시에서는 1989년 3월에 사업 허가를 취득하고 도시가스 공급을 시작했다. 2008년 10월에는 포항도시가스와 합병하여 현재의 영남에너지서비스가 되었다. 주요 사업으로는 천연가스 (LNG) 공급이 있으며, 포항, 영덕, 울진 지역 약 17만 세대와 구미, 김천, 칠곡, 상주, 문경, 청도, 성주 지역 약 29.8만 세대에 도시가스를 공급하고 있다. 또한, 수소에너지, 연료전지, 태양광 발전 등 신재생에너지 분야로도 사업을 확장하여 종합 에너지 서비스 기업으로 도약하고 있다.

## 같이 보기
- 충청에너지서비스
- 코원에너지서비스